# رأس تربلة
رأس تربلة أو رأس تاربلة هو رأس يقع بجنوب شرقي جزيرة جربة التونسية.
| رأس تربلة |